# Tatiana Eva-Marie
Tatiana Eva-Marie (n.  ?, Elveția) este o cântăreață, producătoare, autoare și actriță elvețiană-americană, de origine franceză, cunoscută pentru abordarea unor repertorii variate în jazz și în muzica pop franceză, cu influențe din muzica romani.

## Biografie
Tatiana Eva-Marie este fiica compozitorului Louis Crelier și a violonistei Anca Maria și a crescut în Franța și Elveția. Mai târziu s-a mutat la New York, unde a fondat Avalon Jazz Band, o trupă care interpretează muzică jazz și muzică pop franceză, în stilul lui Django Reinhardt, Sidney Bechet sau Cole Porter. Stilul ei de interpretare muzicală a fost comparat cu vocaliștii de jazz Cyrille Aimée și Cécile McLorin Salvant. Norah Jones face și ea parte din această trupă în calitate de pianistă și vocalistă.
În 2024 a scris libretul unei opere, Eden Park, pe muzica compozitorului elvețian Gérard Massini. Libretul este inspirat din povestea adevărată a lui George Remus, un avocat controversat din perioada Prohibiției.
Pentru albumul intitulat Djangology, a scris versuri pe muzica lui Django Reinhardt și a reimaginat compozițiile lui în manieră proprie. Albumul a fost lansat pe 7 iunie 2024 de GroundUp Music.

## Discografie
- Je suis Swing (2016)
- Paris (2019)
- Wintertime Dreams (Burton Avenue, 2019)
- Bonjour Tristesse, împreună cu Michael Valeanu (2020)
- April in Paris (Burton Avenue, 2021)
- We'll Meet Again (2021)
- I Double Dare You cu Terry Waldo (Turtle Bay, 2021)
- The Sound of Love: Tribute to Michel Legrand with Giovanni Mirabassi (Venus Jazz Japan, 2022)
- Two at the Most, împreună cu Jeremy Corren (Turtle Bay, 2023)
- Djangology (GroundUP Music, 2024)